# Gentiana albicalyx
Gentiana albicalyx är en gentianaväxtart som beskrevs av Isaac Henry Burkill. Gentiana albicalyx ingår i släktet gentianor, och familjen gentianaväxter. Inga underarter finns listade i Catalogue of Life.